# Herring Neck
Herring Neck is een plaats en local service district in de Canadese provincie Newfoundland en Labrador.

## Geschiedenis
In 1908 richtte William Coaker de Fishermen's Protective Union op in de Loyal Orange Lodge te Herring Neck.
In 1985 kreeg het gemeentevrije Herring Neck voor het eerst beperkt lokaal bestuur door de oprichting van een local service district.

## Geografie
Herring Neck ligt op New World Island, een groot eiland voor de noordkust van Newfoundland. Het gehucht bevindt zich op een smalle landtong aan de noordoostkust van dat eiland, bij de dijk die de oversteek naar Salt Harbour Island maakt. Nabijgelegen gehuchten zijn Salt Harbour en Merritt's Harbour.
De postbus van zowel het LSD Indian Cove als die van het LSD Merritt's Harbour bevindt zich in de centrale plaats Herring Neck.

## Demografie
De bevolkingsomvang van de designated place Herring Neck schommelde in de periode 2001–2016 tussen 20 en 30 inwoners, waarbij er rekening gehouden werd met een oppervlakte van 0,15 km². In 2021 werd Herring Neck door Statistics Canada geherdefinieerd als een gebied van 0,94 km², met een inwoneraantal van 78 (en een voor 2016 postfactum berekend inwoneraantal van 103).